# Alverna
Alverna là một đơn vị hành chính của Hà Lan, thuộc đô thị Wijchen, tỉnh Gelderland.
Dân số Alverna có 3000 người.